# Spoorlijn Stockholm - Arlanda
De spoorlijn tussen Stockholm en de luchthaven Stockholm-Arlanda, ook wel (Zweeds: Arlandabanan) genoemd loopt voor een groot deel over de Ostkustbanan door de provincie Stockholms län.
Van het traject ligt 5 km in tunnels. 

## Geschiedenis
Het traject werd door de in Statens Järnvägar op 24 november 1999 geopend.

## Treindiensten

### A-Train AB
De A-Train AB verzorgt het personenvervoer op dit traject met Arlanda Express treinen. De treindienst wordt uitgevoerd met treinstellen van het type X 3.
- 46: Stockholm - Luchthaven Stockholm-Arlanda

## Aansluitingen
In de volgende plaatsen was of is er een aansluiting van de volgende spoorlijn:
- Ostkustbanan, spoorlijn tussen Stockholm en Sundsvall

## ATC
Het traject voorzien van het zogenaamde Automatische Tågkontroll (ATC).

## Elektrische tractie
Het traject werd geëlektrificeerd met een spanning van 15.000 volt 16 2/3 Hz wisselstroom.

## Afbeeldingen

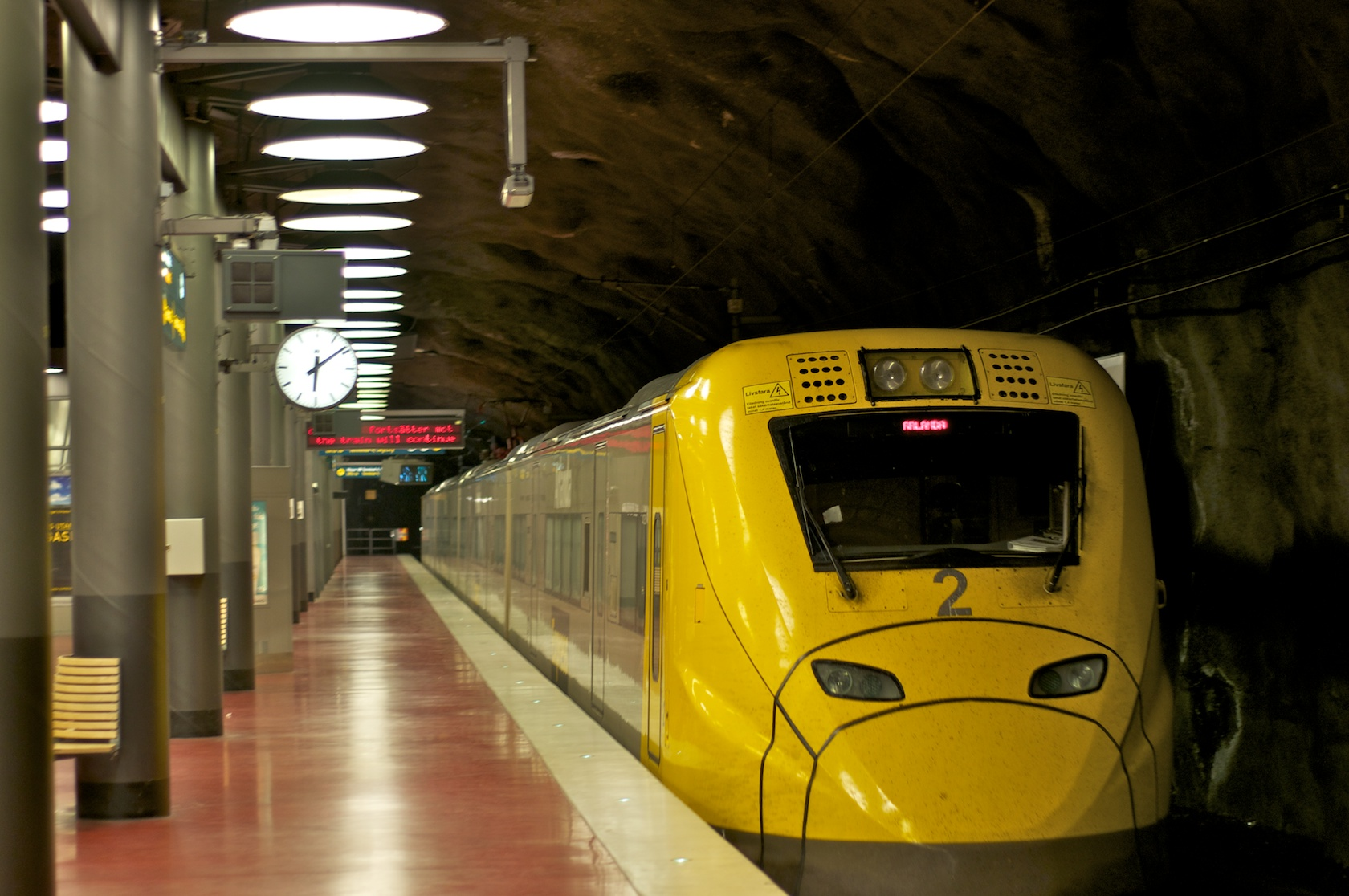
Trein op station Arlanda zuid
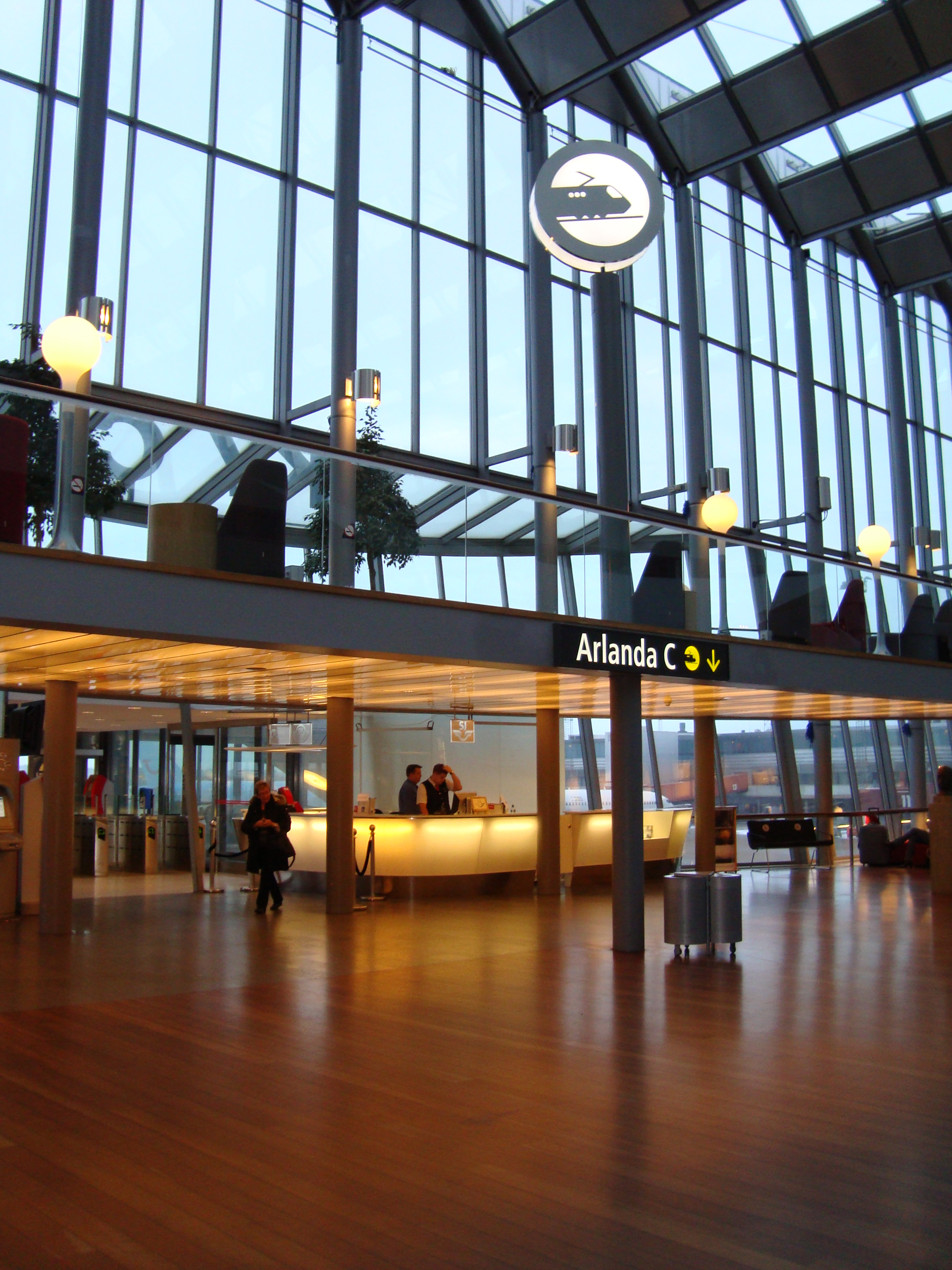
Ingang Arlanda centraal station, gezien vanaf terminal 5 van Luchthaven Stockholm-Arlanda
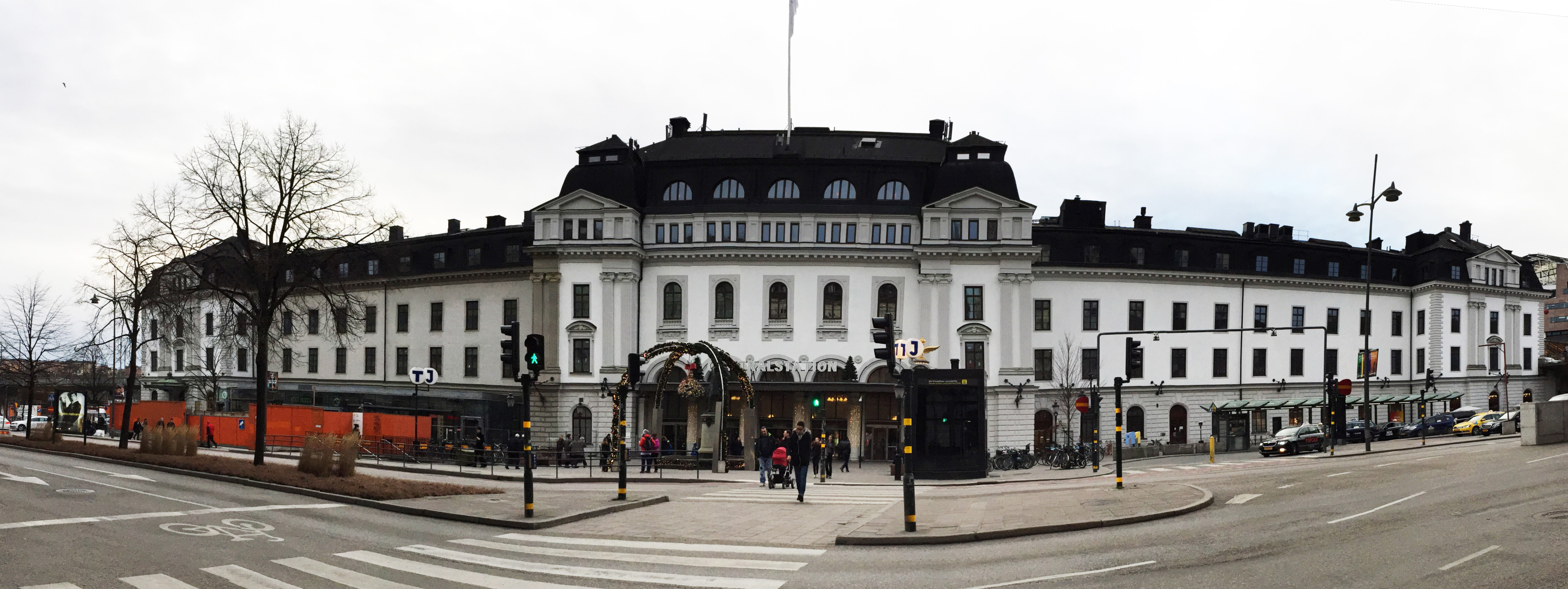
Station Stockholm centraal